# Panchaia marmorata
Panchaia marmorata är en kräftdjursart som beskrevs av Stefano Taiti och Franco Ferrara 2004. Panchaia marmorata ingår i släktet Panchaia och familjen Trachelipodidae. Inga underarter finns listade i Catalogue of Life.